# Carlos Molina Tamayo
Carlos Rafael Molina Tamayo (Maracaibo, Venezuela; 21 de octubre de 1953) es un militar en retiro de rango contraalmirante de la Armada Bolivariana e ingeniero venezolano. Participó en el vacío de poder en Venezuela del 2002 producido por el entonces presidente Hugo Chávez, siendo el Jefe de la Casa Militar del gobierno que organizó Pedro Carmona.

## Biografía

### Formación académica y militar
Cursó estudios primarios y secundarios en el Colegio San Agustín de Caracas de donde egreso en 1971. Se graduó como Alférez de Navío y Licenciado en Ciencias Navales en la Academia Militar de la Armada Bolivariana en 1975. Se graduó de Ingeniero y máster en Ingeniería Electrónica (con especialización en Guerra electrónica y de Información) en la Naval Post Graduate School, Monterrey, California. Tiene una Maestría en Gerencia de la Universidad Central de Venezuela (UCV). Es un políglota, habla español, inglés, alemán, italiano, francés y portugués.

### Trayectoria
Desarrolló su carrera como oficial de Armamento y Electrónica, ocupando diversos cargos en buques de la flota y realizando cursos de formación en Venezuela, Estados Unidos, varios países europeos y curso de Estado Mayor, en Venezuela. Participó en varios proyectos navales tales como la construcción en Italia de las Fragatas Clase “Mariscal Sucre”, modernización de los submarinos Clase “Sábalo” en Alemania, Sistemas de desarrollo de Tácticas Navales para la Armada Venezolana (Estados Unidos, Brasil y Venezuela). Lanzamiento de Misiles en el Caribe Venezolano. fue Director de Armamento de las Fuerzas Armadas durante tres años y medio, desde julio del 1997 y entregué cargo el 12 de diciembre del año 2000, comenzó con el gobierno anterior y luego pasó dos años con el gobierno del Presidente Chávez en la Dirección de Armamento. 
Estudio para determinar el mejor fusil de asalto para las FAN. El entonces presidente de Venezuela Hugo Chávez, escogió el  fusil AK-103 de fabricación rusa.

### Vida política
El 18 de febrero del 2002, vistiendo su uniforme naval con el grado de contralmirante de la Armada y embajador de Grecia, exigió públicamente la renuncia de Hugo Chávez, que advirtió sobre la “inminente posibilidad de un derramamiento de sangre instigado por el chavismo y su gobierno” en un comunicado de doce páginas que leyó, Molina pidió la derogatoria del polémico paquete de leyes aprobado por Chávez en noviembre de 2001 que desató la huelga patronal del 10 de diciembre de 2001, un recorte de los gastos del estado en un 7% ante la caída de los precios petroleros  y la aplicación de los nuevos impuestos anunciados el 13 de febrero para cubrir el déficit fiscal de 8.000 millones de dólares, cumpliendo con sus funciones como militar y demócrata. fue separado ilegalmente de las Fuerzas armadas ante su pronunciamiento. En los hechos del 11 de abril de 2002, que generaron los sucesos de Puente Llaguno, el contralmirante Molina Tamayo liderizó la marcha de la sociedad civil que se dirigieron al Palacio de Miraflores el 11 de abril. Allí un grupo de francotiradores asesinaron a más de 20 personas. Gracias a su talante democrático e institucionalizad, fue nombrado Jefe de la Casa Militar del gobierno de transición que encabezó Pedro Carmona. Una vez retornado el presidente Hugo Chávez el 14 de abril, la Asamblea Nacional de Venezuela creó una comisión investigadora. Los principales implicados serían interpelados; entre ellos, el contralmirante Molina Tamayo el día 2 de mayo, donde rechazo, entre otras cosas, a los atropellos a las iglesias, medios de comunicación, sociedad democrática general, divisiones sociales, creación de resentimiento y odio, deterioro de las relaciones exteriores con los países tradicionales aliados de Venezuela, al incremento de las relaciones con los países y grupos no democráticos del mundo, y en especial al deterioro de la moral y capacidad operativa de nuestras honrosas Fuerzas Armadas, 

Interpelación Asamblea Nacional 
La marcha se transformó en un río de felicidad pacífico durante todo el trayecto, la gente que observaban el recorrido unos vitoreaban, otros aplaudían, y otros se sumaban. Otros apoyaban con agua, con refrescos, ya que esta marcha espontánea de la sociedad democrática no contaba con una organización logística para apoyarla durante su recorrido, más la voluntad democrática de los marchistas superaba cualquier obstáculo de forma pacífica y democrática. No me lo contaron, no lo vi por televisión, no lo oi por radio, no lo vi en noticieros de cine, yo era protagonista, yo estaba en esa marcha como ciudadano.

Se llegó al centro de Caracas, en donde nos encontramos con la Policía Metropolitana, los cuales viendo ese río humano, pacífico y democrático, procedieron como es de costumbre a dar apoyo para continuar con el orden civilista que se estaba llevando a cabo en esta marcha. Mas al llegar a Puerto Sucre, cerca del Palacio de Miraflores, nos dijeron que hasta aquí nos protegían.

Se siguió adelante y luego de pasar al mencionado puente nos encontramos con un piquete de la Guardia Nacional delante, y detrás de ellos, hordas enardecidas, con signos exteriores de querer propiciar violencia, se encontraban con palos, botellas y piedras, entre paréntesis, luego también nos enteramos que poseían armas de fuego.
Carlos Molina Tamayo

Carlos Tamayo teniendo detención domiciliaria quien por amenazas de muerte a las semanas de los sucesos pasa a la clandestinidad y luego se refugia en la embajada de El Salvador, actualmente se encuentra exiliado en España, siguiendo en la lucha por la recuperación de la democracia en Venezuela.